# La Opinión (États-Unis)
Pour les articles homonymes, voir La Opinión.
La Opinión (en espagnol : « L'Opinion ») est le premier quotidien hispanophone des États-Unis. Publié à Los Angeles, il est le deuxième quotidien de cette ville en termes de diffusion.
Il traite de l'actualité des États-Unis et de l'Amérique centrale.
Le titre appartient depuis 2004 à ImpreMedia, principal éditeur américain de journaux hispanophones.

## Contributeurs notables
- Sergio Ramírez, chroniqueur

## Sources
- Site de Courrier international